# Ekaterina Tankeeva
Ekaterina Ivanovna Tankeeva (em russo:  Екатерина Ивановна Танкеева; Moscou, 28 de junho de 1989) é uma jogadora de polo aquático russa.

## Carreira
Tankeeva fez parte da equipe da Rússia que ficou na sexta colocação nos Jogos de Londres, em 2012.